# 망치 (유튜버)
망치(Maangchi), 에밀리 킴(Emily Kim, 본명: 김광숙, 1957년 ~ )은 한국계 미국인 유튜버이자 작가이다. 한국 요리에 관한 조리 동영상을 제작하는 것으로 유명하다. 뉴욕 타임스에 따르면 그는 유튜브의 한국 줄리아 차일드로 기술되었다.

## 생애
대한민국 여수시에서 태어났다. 가족은 해산물 산업에 동반되었고 김씨는 여성 친척들로부터 조리법을 배웠다.
1992년, 김씨와 남편은 미주리주 컬럼비아로 이민을 갔다. 여기서 김씨는 교사로서 일했다. 미주리주에서 한국 음식의 품질, 다양성, 이용 가능성이 결여됨을 발견하였고 미국의 지역 한인 사회의 다른 구성원들을 위해 종종 요리를 하였다.
2007년에 온라인 요리 장면을 유튜브에 도입시켰고 한국 음식에 관한 동영상을 제작하기 시작했다.